# Porga

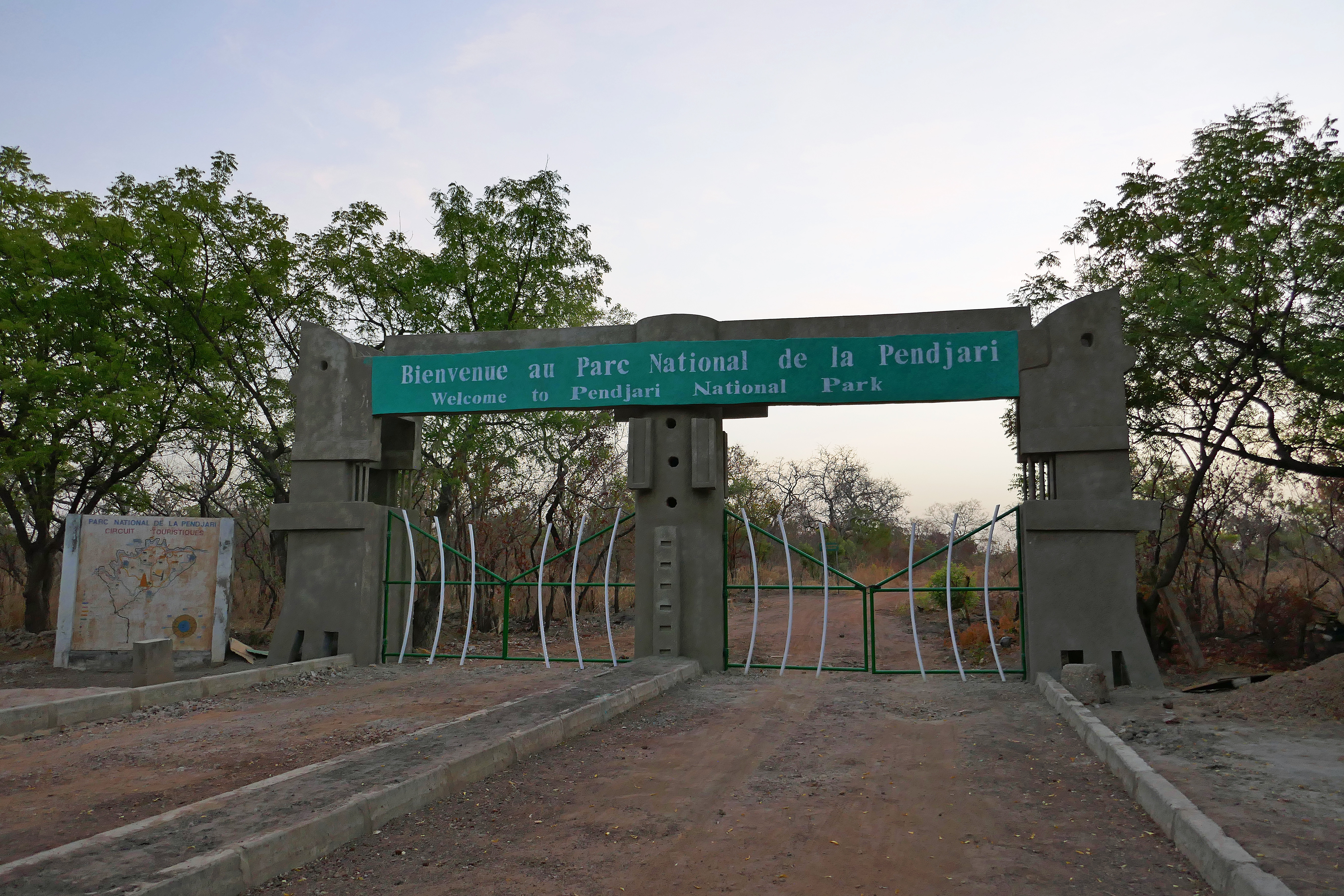
Entrée du parc national de la Pendjari côté Porga (2017).

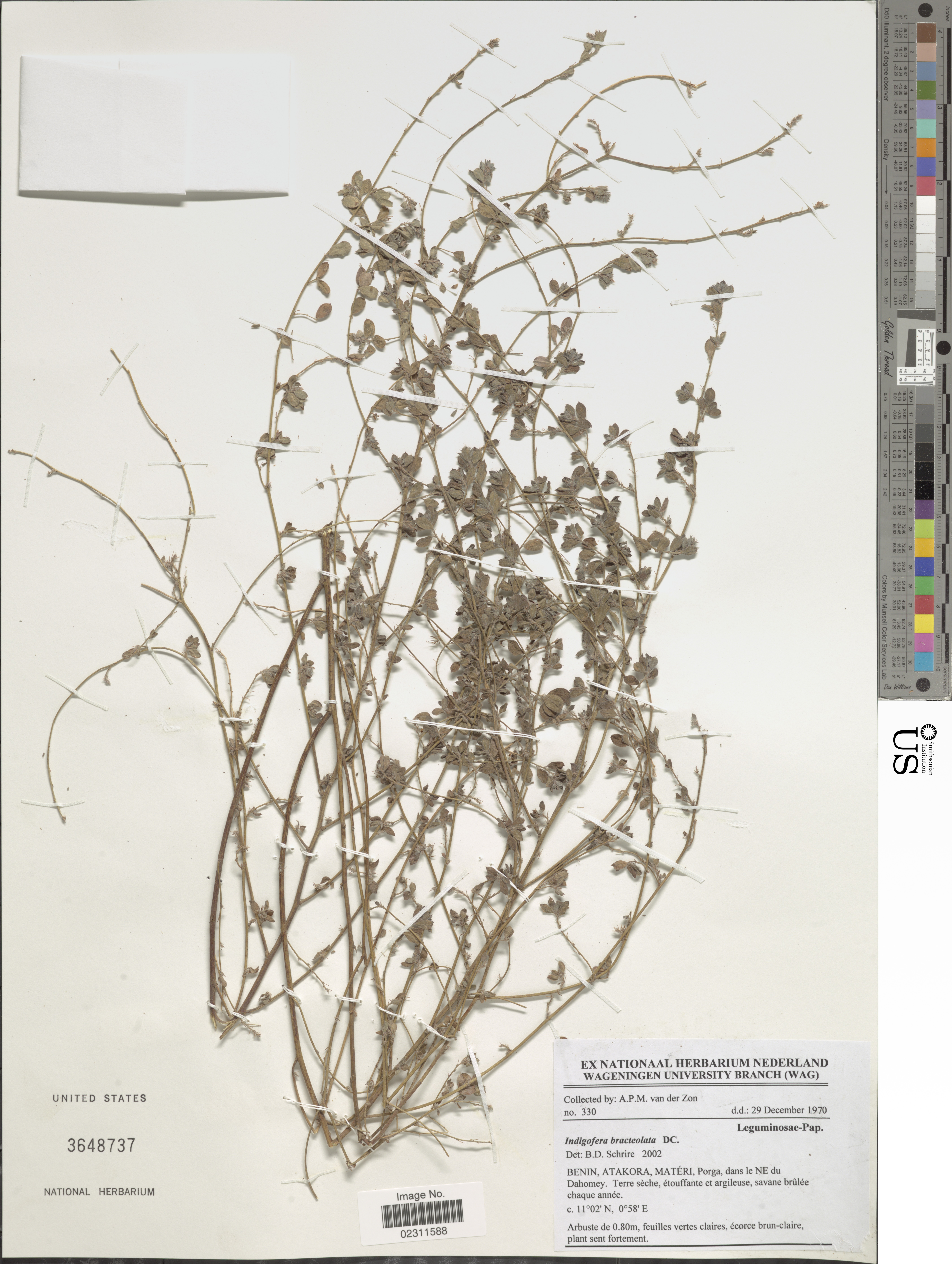
Spécimen dIndigofera bracteolata récolté à Porga.

Porga est un village de l'arrondissement de Dassari, dans la commune de Matéri et situé dans le département de l'Atakora, au nord-ouest du Bénin, à la frontière avec le Burkina Faso. Il abrite l'une des portes d'entrée du parc national de la Pendjari.
Les 1er et 2 décembre 2021, un groupe de militants non identifiés y attaque un avant-poste militaire,